# 더 팩트 2
《더 팩트 2》(The Pact II)는 미국에서 제작한 댈러스 리처드 핼럼, 패트릭 호배스 감독의 2014년 공포 영화이다. 《더 팩트》(2012)의 속편으로, 전편에 나왔던 케이티 로츠, 헤일리 허드슨 등이 그대로 같은 배역으로 출연하였다. 

## 줄거리
범죄 현장 청소부 준은 연쇄살인범 "유다 살인자"의 모방범에게 살해 당한 엘리 포드의 집을 청소한다. 이후 준은 사건을 조사하던 FBI 요원의 실수로 자신이 실은 입양아라는 사실을 알게 된다. 이 일로 자신을 길러준 엄마 매기와 싸운 준은 꿈에서 매기가 죽는 환영을 보고, 직후 매기는 시체로 발견된다.
준은 친엄마가 매기의 자매인 제니퍼 글릭이며 유다 살인자의 첫 희생양이라는 걸 알고 유다 살인자 찰스의 조카이며 전편에서 찰스를 죽인 애니를 찾아 연락한다. 애니는 준의 아빠가 찰스라는 걸 깨닫는다. 두 사람은 교령회에서 얻은 단서를 통해 엘리가 야한 사진을 찍는 사진관 "분홍방"의 모델이었다는 걸 알게 되는데...

## 출연
- 케이티 로츠 - 애니 발로 역
- 커밀라 러딩턴 - 준 애벗 역
- 스콧 마이클 포스터 - 대니얼 마이어, 준의 남자친구인 경찰관 역
- 에이미 피츠 - 매기 역
- 패트릭 피슐러 - 테런스 밸러드, FBI 요원 역
- 헤일리 허드슨 - 스티비, 영매 역
- 마크 스테이거 - 찰스 "유다" 발로 역
- 니키 미쇼 - 아일린 카버 경위 역